# Вівчарівська сільська рада
| Вівчарівська сільська рада — колишній орган місцевого самоврядування у Троїцькому районі Луганської області з адміністративним центром у с. Вівчарове. Історична дата утворення: в 1917 році. Сільській раді були підпорядковані населені пункти: - с. Вівчарове - с. Дуванка - с. Маслакове - с. Трудродительське |

## Склад ради
Рада складалася з 12 депутатів та голови.

### Керівний склад ради
| ПІБ                           | Основні відомості                                                         | Дата обрання | Дата звільнення |
| ----------------------------- | ------------------------------------------------------------------------- | ------------ | --------------- |
| Застава Олексій Володимирович | Сільський голова, 1966 року народження, освіта, член народної партії      | 26.03.2006   | 27.11.2008      |
| Бублій Петро Григорович       | Сільський голова, 1956 року народження, освіта, член Партії регіонів      | 03.05.2009   | 31.10.2010      |
| Бублій Петро Григорович       | Сільський голова, 1956 року народження, освіта вища, член Партії регіонів | 31.10.2010   |                 |

Примітка: таблиця складена за даними джерела